# Davies-Gleichung
Die Davies-Gleichung ist eine Gleichung zur Abschätzung von Aktivitätskoeffizienten und damit von Aktivitäten in wässrigen Lösungen von Salzen (Elektrolyt). Die Gleichung wurde erstmals 1938 von Cecil Whitfield Davies vorgeschlagen und später durch weitere Arbeiten von ihm untermauert und ist deswegen nach ihm benannt. Sie baut auf den Ergebnissen der Debye-Hückel-Theorie auf, die für verdünnte Lösungen gilt. Sie erweitert deren Gleichung für die Aktivitätskoeffizienten so, dass sie auch für konzentriertere Lösungen brauchbar ist; die Erweiterung wurde rein empirisch gefunden. Die Gleichung wird häufig zur Berechnung von chemischen Gleichgewichten verwendet und ist in vielen entsprechenden Programmen implementiert.

## Formulierung
Die Daviesgleichung gibt den Zusammenhang zwischen der Ionenstärke I einer Lösung und dem Mittelwert der ionischen Aktivitätskoeffizienten f (bzw. dessen dekadischem Logarithmus). Bei Temperaturen um 25 °C lautet die Gleichung:
{\displaystyle \lg f_{i}=-0{,}5\cdot z_{i}^{2}\left({\frac {\sqrt {I}}{1+{\sqrt {I}}}}-0{,}3\cdot I\right)}
mit
- dem Zahlenwert I der Ionenstärke {\displaystyle I={\frac {1}{2}}\sum _{i}c_{i}\cdot z_{i}^{2}}, ohne die Einheit Mol/Liter
- der Ladungszahl zi der Ionen.

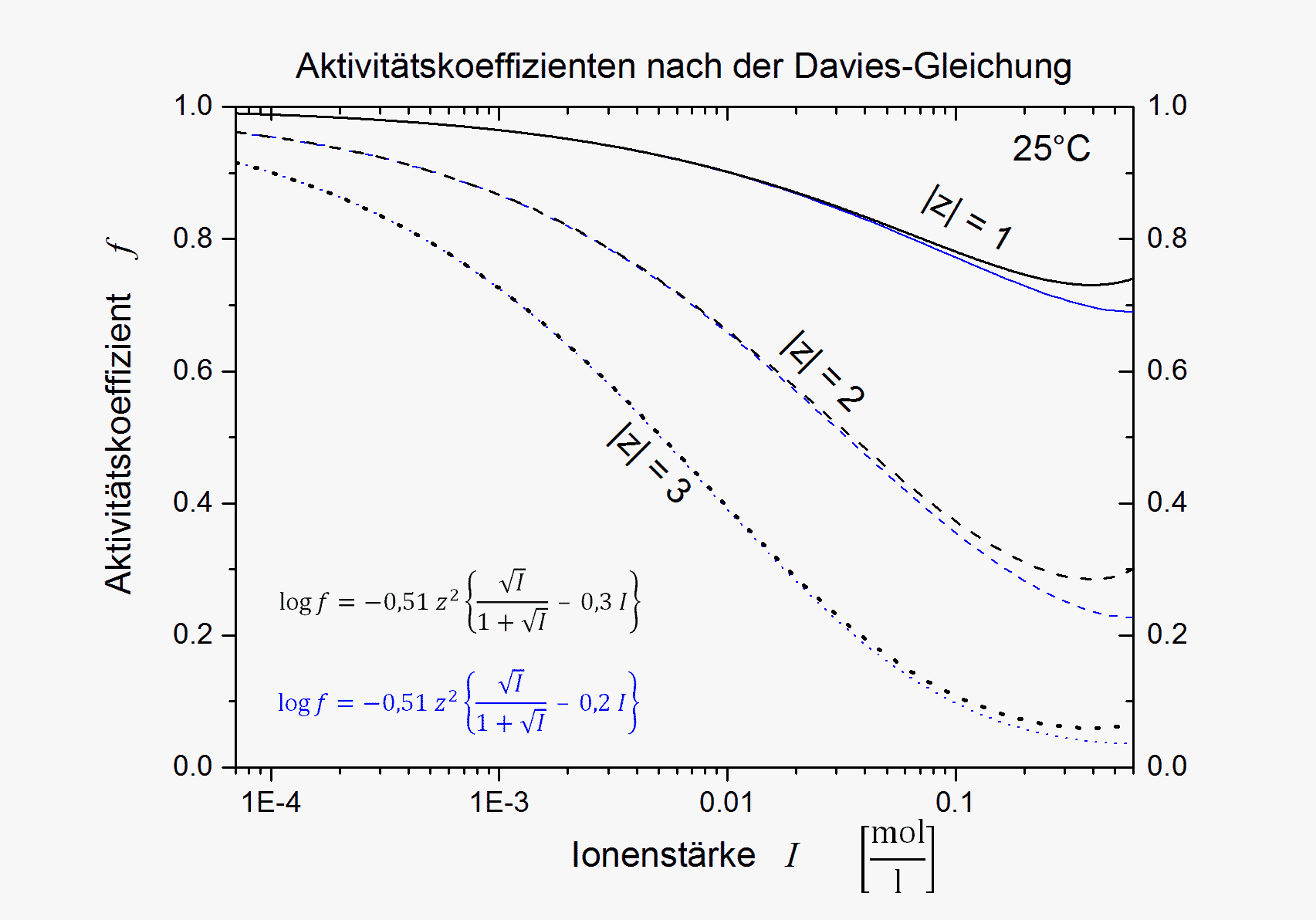
Aktivitätskoeffizienten als Funktion der Ionenstärke bei 25 °C, berechnet mit zwei Varianten der Davies-Gleichung und in einfach logarithmischer Darstellung. Die verwendeten Gleichungen sind angegeben.
Koeffizient beim linearen Term:
- schwarz: 0,3
- blau: 0,2.

Die Daviesgleichung ist für Ionenstärken von 0 bis etwa 0,5 mol/l eine gute Näherung; das ist ein deutlich größerer Bereich als der des erweiterten Debye-Hückel-Grenzgesetzes, das bis etwa 10−2 mol/l gilt.

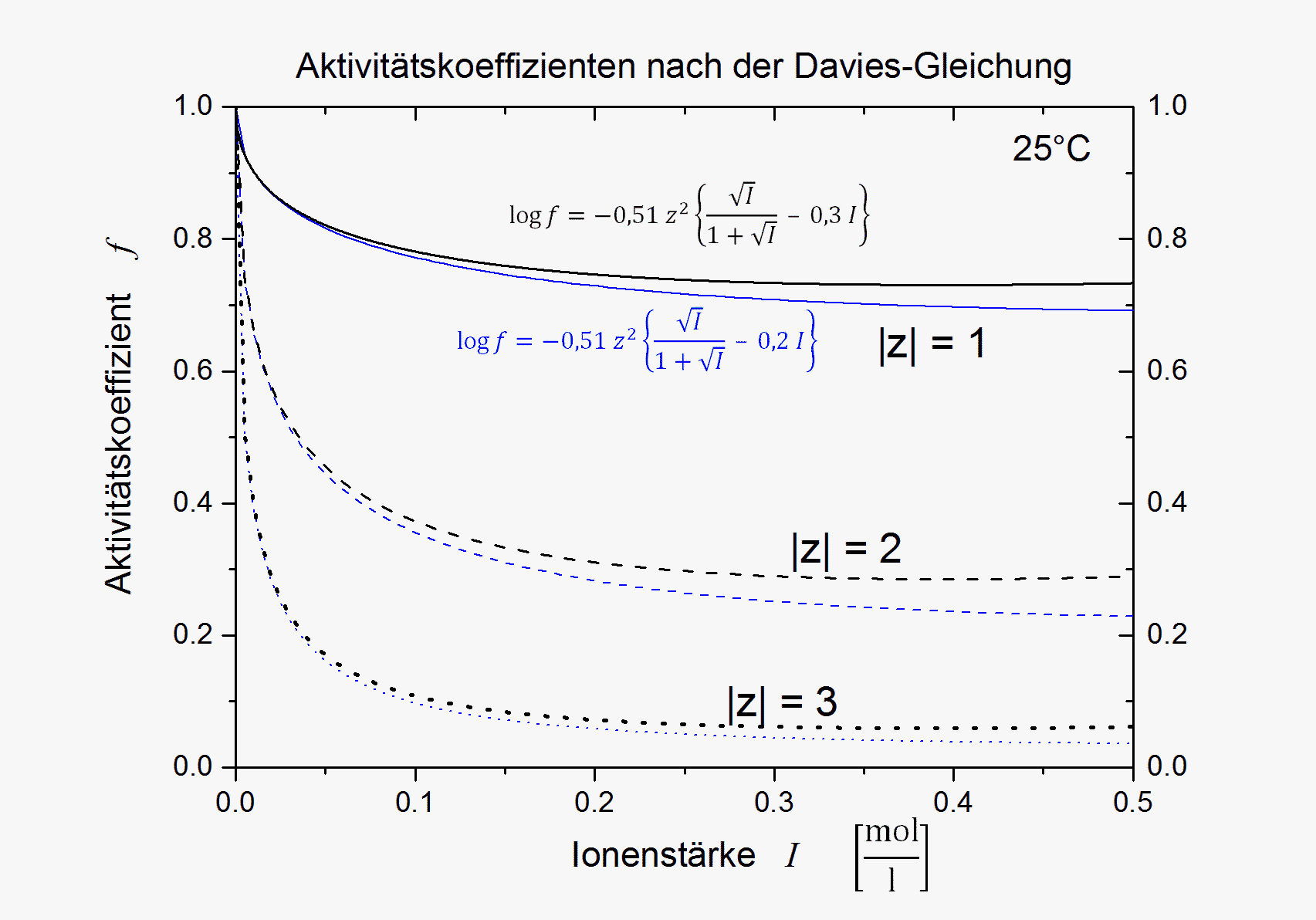
Aktivitätskoeffizienten nach der Davies-Gleichung als Funktion der Ionenstärke bei 25 °C in linearer Darstellung.

Im Vergleich zum entsprechenden Ergebnis der Debye-Hückel-Theorie wurde ein weiterer einfacher Term angefügt, in den die Ionenstärke linear eingeht. Der Koeffizient im linearen Term wurde dabei von Davies ursprünglich als 0,2 angegeben und später auf 0,3 geändert.
Die Davies-Gleichung ergibt für alle Ionen mit derselben Ladung denselben Aktivitätskoeffizienten; die Größe der Ionen geht nicht in sie ein. Sie ist in der Regel ungenauer als spezifischere Gleichungen mit mehreren Parametern.

## Erweiterte Davies-Gleichung
Die ursprünglich von Davies vorgeschlagene Gleichung gilt für 25 °C. Allgemeiner ist die Davies-Gleichung in der Form
{\displaystyle \lg f_{i}=-A\cdot z_{i}^{2}\left({\frac {\sqrt {I}}{1+{\sqrt {I}}}}-0{,}3\cdot I\right)}
mit dem temperaturabhängigen Parameter A, der aus der Debye-Hückel-Theorie übernommen wird. Die Formel zur Berechnung des Parameters und Werte sind hier angegeben.
Auch in dieser Gleichung wird teilweise der Zahlenwert 0,2 statt 0,3 verwendet. Manche Autoren empfehlen stattdessen den Wert 0,1.

## Historisches
Schon Erich Hückel hatte vorgeschlagen, dem erweiterten Debye-Hückel-Grenzgesetz einen linearen Term anzufügen, und auch Edward Guggenheim hatte entsprechende Gleichungen diskutiert. Beispielsweise gilt für Salzsäure HCl(aq), für welche die Ionenstärke I gleich der Konzentration c ist, bis zu einmolaler Lösung die Gleichung:
{\displaystyle \lg f_{H,Cl}=-{\frac {0{,}50\cdot {\sqrt {c}}}{1+1{,}40\cdot {\sqrt {c}}}}+0{,}136\cdot c}
1936 gab Guggenheim eine Gleichung für einwertige Ionen (I = c) an, die einen linearen Term mit einem von der Ionensorte abhängigen Parameter λ enthält:
{\displaystyle \lg f_{i}=-A\cdot {\frac {\sqrt {c}}{1+{\sqrt {c}}}}+\lambda \cdot c}
mit
- {\displaystyle A} = 0,5 bei 15 °C bis 25 °C
- {\displaystyle A} = 0,486 bei 0 °C.

Diese Gleichung wird heute auch Guggenheim-Gleichung genannt. Darauf aufbauend schlug Davies seine Gleichung als Näherung vor, wobei er statt des ionenspezifischen Parameters λ einen Wert verwendete, der sich aus dem Mittelwert der damals bekannten λ-Werte ergab.

## Anwendungen
Die Davies-Gleichung wird z. B. in der Geochemie verwendet, insbesondere in der Bodenkunde, ferner in der Hydrochemie.

## Konzentriertere Lösungen
Für höher konzentrierte Elektrolyte mit I > 0,5 mol/l benötigt man in der Regel Gleichungen mit weiteren, stoffabhängigen Parametern, z. B. die Bromley-Gleichung oder die von Kenneth Pitzer entwickelten Pitzer-Gleichungen.